# 1967 год в кино

## Фильмы

### Мировое кино
- «Бал вампиров»/Dance Of The Vampires, Великобритания - США (реж. Роман Полански)
- «Бал пожарных»/Hori Ma Panenko, Чехословакия-Италия (реж. Милош Форман)
- «Бонни и Клайд»/Bonnie and Clyde, США (реж. Артур Пенн)
- «Бунт Самураев»/上意討ち 拝領妻始末, Япония (реж. Масаки Кобаяси)
- «Волшебное таинственное путешествие»/Magical Mystery Tour, Великобритания (реж. The Beatles)
- «Вор»/Le Voleur, Франция-Италия (реж. Луи Маль)
- «Время развлечений»/Play Time, Франция-Италия (реж. Жак Тати)
- «Выпускник»/The Graduate, США (реж. Майк Николс)
- «Гарем»/L' Garem, Италия-ФРГ (реж. Марко Феррери)
- «Графиня из Гонконга»/A Countess From Hong Kong, Великобритания (реж. Чарли Чаплин)
- «Грязная дюжина»/The Dirty Dozen, США (реж. Роберт Олдрич)
- «Две или три вещи, которые я знаю о ней»/2 ou 3 choses que je sais d’elle, Франция (реж. Жан-Люк Годар)
- «Дневная красавица»/Belle De Jour, Франция-Италия (реж. Луис Бунюэль)
- «Дождись темноты»/Wait until dark, США (реж. Теренс Янг)
- «Дорога в Коринф»/La Route De Corinthe, Франция-Италия-Греция (реж. Клод Шаброль)
- «Душной южной ночью»/In The Heat Of The Night, США (реж. Норман Джуисон)
- «Живешь только дважды»/You Only Live Twice, Великобритания (реж. Льюис Гилберт)
- «Запыхавшись»/Col Cuore In Gola, Италия-Франция (реж. Тинто Брасс)
- «Как я выиграл войну»/How I Won the War, Великобритания (реж. Ричард Лестер)
- «Китаянка»/La Chinoise, Франция (реж. Жан-Люк Годар)
- «Конец агента»/Konec agenta W4C prostřednictvím psa pana Foustky, Чехословакия (реж. Вацлав Ворличек)
- «Несчастный случай»/Accident, Великобритания (реж. Джозеф Лоузи)
- «Ночь генералов»/The Night of the Generals, США (реж. Анатоль Литвак)
- «Однорукий меченосец»/One-Armed Swordsman, Гонконг (реж. Чжан Чэ)
- «Оскар»/Oscar, Франция (реж. Эдуард Молинаро)
- «Охлаждённый мятный коктейль»/Peppermint Frappé, Испания (реж. Карлос Саура)
- «Самурай»/Le Samouraï, Франция-Италия (реж. Жан-Пьер Мельвиль)
- «Солнце бродяг»/Le Soleil Des Voyous, Франция-Италия (реж. Жан Деланнуа)
- «Тигр»/Il Tigre, Италия (реж. Дино Ризи)
- «Трип»/The Trip, США (реж. Роджер Корман)
- «Уикенд»/Weekend, Франция-Италия (реж. Жан-Люк Годар)
- «Укрощение строптивой»/The Taming Of The Shrew, Великобритания-Италия (реж. Франко Дзеффирелли)
- «Царь Эдип»/Edipo Re, Италия-Марокко (реж. Пьер Паоло Пазолини)

### Советское кино

#### Фильмы Азербайджанской ССР
- «Поединок в горах», (реж. Кямиль Рустамбеков)

#### Фильмы БССР
- «Анютина дорога», (реж. Лев Голуб)
- «Война под крышами», (реж. Виктор Туров)
- «Житие и вознесение Юрася Братчика», (реж. Владимир Бычков и Сергей Скворцов)
- «Запомним этот день», (реж. Владимир Корш-Саблин)
- «И никто другой», (реж. Иосиф Шульман)
- «Тысяча окон», (реж. Алексей Спешнев и Владимир Роговой)

#### Фильмы Грузинской ССР
- «Как солдат от войска отстал», (реж. Тамаз Мелиава)
- «Мой друг Нодар», (реж. Давид Рондели)
- «Мольба», (реж. Тенгиз Абуладзе)
- «Скоро придёт весна» (реж. Отар Абесадзе)
- «Утренние колокола», (реж. Караман Мгеладзе)

#### Фильмы Латвийской ССР
- «Когда дождь и ветер стучат в окно», (реж. Алоиз Бренч)

#### Фильмы РСФСР
- «Анна Каренина», (реж. Александр Зархи)
- «Арена», (реж. Самсон Самсонов)
- «Бабье царство», (реж. Алексей Салтыков)
- «В огне брода нет», (реж. Глеб Панфилов)
- «Взорванный ад», (реж. Иван Лукинский)
- «Вий», (реж. Константин Ершов и Георгий Кропачёв)
- «Война и мир», (реж. Сергей Бондарчук)
- «Дай лапу, Друг!», (реж. Илья Гурин)
- «Его звали Роберт», (реж. Илья Ольшвангер)
- «Женя, Женечка и „катюша“», (реж. Владимир Мотыль)
- «Зелёная карета», (реж. Ян Фрид)
- «История Аси Клячиной, которая любила, да не вышла замуж», (реж. Андрей Михалков-Кончаловский)
- «Комиссар», (реж. Александр Аскольдов)
- «Майор Вихрь», (реж. Евгений Ташков)
- «Происшествие, которого никто не заметил», (реж. Александр Володин)
- «Путь в «Сатурн»», (реж. Вилен Азаров)
- «Разбудите Мухина!», (реж. Яков Сегель)
- «Свадьба в Малиновке», (реж. Андрей Тутышкин)
- «Седьмой спутник», (реж. Григорий Аронов и Алексей Герман)
- «Татьянин день», (реж. Исидор Анненский)
- «Три тополя на Плющихе», (реж. Татьяна Лиознова)
- «Фокусник», (реж. Пётр Тодоровский)
- «Хроника пикирующего бомбардировщика», (реж. Наум Бирман)
- «Я Вас любил», (реж. Илья Фрэз)

#### Фильмы УССР
- «Вертикаль», (реж. Станислав Говорухин и Борис Дуров)
- «Дубравка», (реж. Радомир Василевский)
- «Короткие встречи», (реж. Кира Муратова)
- «Туманность Андромеды», (реж. Евгений Шерстобитов)

## Лидеры проката
- «Кавказская пленница, или Новые приключения Шурика», (режиссёр Леонид Гайдай) — 1 место, 76 540 000 зрителей
- «Свадьба в Малиновке», (реж. Андрей Тутышкин) — 2 место, 74 600 000 зрителей
- «Неуловимые мстители», (реж. Эдмонд Кеосаян) — 5 место, 54 500 000 зрителей
- «Вий», (режиссёры Константин Ершов и Георгий Кропачёв) — 13 место, 32 600 000 зрителей

## Персоналии

### Родились
- 2 января — Тиа Каррере, американская актриса, модель и певица.
- 8 января — Малгожата Форемняк, польская актриса театра, кино, радио и телевидения, актриса озвучивания.
- 12 января — Рената Литвинова, советская и российская актриса театра и кино, кинорежиссёр и сценарист.
- 10 февраля — Лора Дерн, американская актриса.
- 27 марта — Талиса Сото, американская актриса и фотомодель.
- 31 мая — Сандрин Боннер, французская актриса.
- 20 июня — Николь Кидман, австралийско-американская актриса кино и телевидения, певица, продюсер.
- 1 июля — Памела Андерсон, американская актриса и фотомодель.
- 18 июля — Вин Дизель, американский киноактёр, сценарист, режиссёр и продюсер.
- 25 июля — Мэтт Леблан, американский актёр, наиболее известный ролью Джо Триббиани в телесериале «Друзья» (1994—2004), а также в его продолжении «Джо» (2004—2006).
- 26 июля — Джейсон Стейтем, английский актёр.
- 28 октября — Джулия Робертс, американская киноактриса.
- 16 декабря — Миранда Отто, австралийская актриса.

### Скончались
- 8 января — Николай Охлопков, советский актёр театра и кино, режиссёр, педагог, Народный артист СССР.
- 19 февраля — Леонард Бучковский, польский кинорежиссёр и сценарист.
- 6 марта — Кеннет Харлан, американский киноактёр.